# Río Zhané
El río Zhané (del ruso: Жане́) es un río de montaña del krai de Krasnodar, en el Cáucaso Occidental, en el sur de Rusia, afluente del río Mezyb, que juntamente con el río Adérbiyevka, forma el corto río Inogua para desaguar en el mar Negro en Divnomórskoye. Discurre completamente por el ókrug urbano de Gelendzhik. 

## Curso
Tiene una longitud de 15 km y discurre en su curso superior y medio en dirección predominantemente sur y en su curso inferior en dirección oeste. Nace en las estribaciones meridionales del Gran Cáucaso, de la unión de varios arroyos de montaña. Desemboca en el Mezyb en Vozrozhdéniye.

## Historia
En su valle se hallan varios dólmenes y kurganes de entre los siglos VII y XV. Asimismo cabe destacar las cascadas que forma tanto este río como sus afluentes.

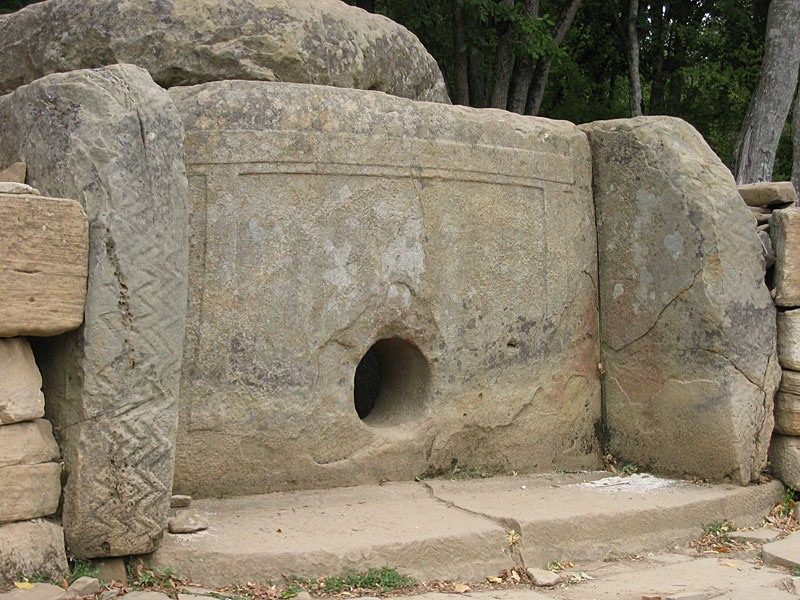
Dolmen con grabados zig-zageantes del valle del río Zhané.